# GSC Moers
Der GSC Moers (Grafschafter Schlittschuh Clubs Moers e. V.) ist ein Eishockey- und Eiskunstlaufclub aus Moers, Nordrhein-Westfalen. Er wurde Ende der 1970er Jahre gegründet. Die Heimspiele des Clubs werden in der 500 Zuschauer fassenden Eissporthalle Moers ausgetragen.

## Geschichte
Der GSC Moers wurde 1980 als Nachfolger des GSV Moers gegründet, der von 1975 bis 1978 an der Regionalliga und von 1978 bis 1980 an der Oberliga teilnahm. Der GSC Moers ersetzte den GSV in der Oberliga und hielt sich bis 1983 in dieser Spielklasse.
In der Saison 1990/91 kehrte der Club in die Oberliga zurück, verlor aber 29 der 32 Saisonspiele. Kurz vor Beginn der folgenden Saison wurde die erste Mannschaft des GSC Moers wegen finanzieller Probleme vom Spielbetrieb zurückgezogen.
2004 wurde die erste Mannschaft des Vereins in eine Spielbetriebsgesellschaft ausgelagert und spielte fortan in der Regionalliga unter dem Namen Black Devils Niederrhein. 2006 stellte die Gesellschaft ihren Betrieb ein und die Mannschaft spielte fortan wieder unter dem Dach des GSC Moers in der Regionalliga. Am Ende der Saison stieg der Verein sportlich aus dieser Spielklasse ab, konnte aber als Nachrücker in der Liga verbleiben. 2008 folgte der Abstieg in die Verbandsliga NRW.
Von 2010 bis 2016 spielte die erste Mannschaft fortan in der NRW-Liga, in welcher man ab dem Jahr 2012 unter dem Namenszusatz "Black Tigers" auflief. Von 2016 bis 2022 gab es dann mehrere Auf- und Abstiege zwischen Bezirksliga und Landesliga, also der sechst- und fünfthöchsten Spielklasse im deutschen Eishockey. Nach einer attraktiven Saison 2022/23, welche im Play-Off-Halbfinale der Landesliga endete, schafften es die Black Tigers im folgenden Jahr bis ins Finale der Play-offs. Dort unterlagen sie jedoch den Grizzlys Bergkamen. Aufgrund einer Umstrukturierung der Ligen beim Landes-Eishockeyverband genügte diese Finalteilnahme zum Aufstieg in die Regionalliga zur Saison 2024/25. Seit 2024 spielen die Black Tigers des GSC Moers in der Regionalliga Nordrhein-Westfalen.
Neben der ersten Mannschaft gehören dem Verein eine Vielzahl von Kinder-, Junioren- und Hobbymannschaften an.

## Frauenmannschaft
Ab 1982 existierte unter dem Dach des GSC Moers eine Abteilung für Fraueneishockey. Zunächst nahm die Mannschaft an der NRW-Liga teil, schaffte aber Ende der 1980er Jahre den Aufstieg in die Bundesliga Nord. 1991 folgte der Abstieg in die regionale Spielklasse. 2001 gelang der Aufstieg in die 2. Liga Nord, bevor die Damenmannschaft zwischen 2003 und 2005 in der Bundesliga Nord auflief. Danach wurde der Spielbetrieb der Frauenmannschaft eingestellt.

## Bekannte ehemalige Spieler
- Christian Ehrhoff
- Christian Lüttges
- Adrian Grygiel
- David Cespiva
- Lars Tannhof
- Frank Kircher